# Golosalvo
Golosalvo es un municipio español situado al sureste de la península ibérica, en la provincia de Albacete, dentro de la comunidad autónoma de Castilla-La Mancha. El municipio se encuentra situado a unos 36 km de la capital provincial. En 2020 tenía 98 habitantes según las cifras oficiales del INE.

## Geografía
Integrado en la comarca de La Manchuela, se sitúa a 38 kilómetros de Albacete. El término municipal está atravesado por la carretera nacional N-322, entre los pK 388 y 393, además de por carreteras locales que conectan con Cenizate, Abengibre y Fuentealbilla. 
El relieve del municipio está definido por un pequeño altiplano de La Manchuela, en el que el pueblo ocupa la zona más elevada. La altitud oscila entre los 748 metros (cerro Asomadilla), cerca del casco urbano, y los 683 metros al sur, en la ladera descendente del altiplano. El pueblo se alza a 740 metros sobre el nivel del mar. 
| Noroeste: Cenizate | Norte: Cenizate    | Nordeste: Fuentealbilla |
| Oeste: Mahora      |                    | Este: Fuentealbilla     |
| Suroeste: Mahora   | Sur: Fuentealbilla | Sureste: Fuentealbilla  |

## Historia
La tradición, no recogida en ningún documento, narra que la fundación del pueblo se remonta a la época romana y visogoda, ya que el topónimo Golosalvo está formado por el prefijo germánico golo y la terminación latina albo. Los más viejos del lugar hablan de una cueva cercana a la población llamada Golosalvillo, donde, según ellos, estuvo la antigua localidad.
Golosalvo perteneció al Estado de Jorquera hasta el siglo XIX. Entre los años 1889 y 1926 fue aldea de Fuentealbilla. En 1927 Golosalvo se desagrega de Fuentealbilla, volviendo a ser municipio independiente.

## Geografía humana

### Demografía
Cuenta con una población de 85 habitantes (INE 2024).
| Gráfica de evolución demográfica de Golosalvo entre 1842 y 2021 |
| |
| Población de derecho según los censos de población del INE Población de hecho según los censos de población del INEEntre el censo de 1930 y el anterior, aparece este municipio porque se segrega del municipio 02034 (Fuentealbilla) Entre el censo de 1897 y el anterior, este municipio desaparece porque se integra en el municipio 02034 (Fuentealbilla) |

### Economía
Su economía radica en las fértiles tierras de cereales y, sobre todo, en la vid.

### Comunicaciones y transporte público
La línea de autobús 725 (Villatoya - Casas-Ibáñez - Albacete) parte entresemana de Villatoya hacia la ciudad de Albacete, pasando por Alborea, durando el viaje aproximadamente 1 hora. Los fines de semana, parte desde Casas-Ibáñez y pasa por Mahora, Fuentealbilla y Golosalvo, hasta llegar a la capital de la provincia.

## Patrimonio
La imagen de San Jorge (siglo XVIII), patrón del municipio, es obra del inmortal escultor murciano Francisco Salzillo.
En su iglesia parroquial del siglo XVII se pueden admirar, además de esta escultura, las barrocas de la Virgen del Rosario y San Simeón; esta última atribuida también a Salzillo.
La imagen de la Virgen del Rosario es una talla barroca de la escuela castellana, más antigua que las otras dos. También es de madera policromada.

## Fiestas
Sus fiestas patronales se celebran el día 23 de abril, festividad de San Jorge, patrón del municipio.